# Wischai
Die Wischai (russisch Вижа́й) ist ein linker Nebenfluss der Wilwa in der russischen Region Perm.
Die Wischai entspringt unweit des Eisenbahnhaltepunkts Tjoplaja Gora an der Westflanke des Mittleren Urals. Sie fließt in überwiegend westlicher Richtung und mündet schließlich in die Wilwa, 28 km oberhalb deren Mündung in die Tschussowaja.
9 km unterhalb des nördlich von Gornosawodsk am Flussufer gelegenen Zementwerkes Paschija versickert ein Teil des Flusswassers zeitweise im Karst.
Die Wischai hat eine Länge von 125 km. Sie entwässert ein Areal von 1080 km².
Die Wischai wurde zumindest in der Vergangenheit zum Flößen genutzt.